# Демонстрације у Турској 2013.
Демонстрације у Турској 2013. су започеле 28. маја у Истанбулу као протести против рушења парка Гези, популарног окупљалишта становника Истанбула, да би се након пар дана прошириле на све веће градове и прерасле у општи протест против политке владајуће Партије правде и развоја и самовоље турског премијера Реџепа Тајипа Ердогана. Протести су прерасли у побуну након што је полиција групу у парку напала сузавцем и воденим топовима.
Иако су демонстрације у Турској понекад назване Турско пролеће, оне то дефинитивно нису, пошто је у питању грађански протест, без религијских мотива, те их неки називају Турско лето, као здравију алтернативу Арапском пролећу.

## Хронологија
- 28. маја 2013. група од 50 демонстраната протестовала је против уништавања парка Гези у Истанбулу да би се на његову месту изградио трговачки центар.[4][5] Полиција је употребила плин сузавац како би растерала демонстранте.
- Група демонстраната расте током 28. маја и организује прес-конференцију и концерт у знак подршке протестима. Примају подршку од појединих јавних личности.
- Демонстранти се 1. јуна из парка Гези премештају на трг Таксим, а демонстрације прерастају опште протесте против владавине Партије правде и развоја и самовоље премијера Реџеша Тајипа Ердогана. Демонстрације се шире и на остале турске градове попут Анкаре, Бодрума, Коније и Измира.
- До 2. јуна демонстрације су се прошириле на 67 турских градова. Од почетка демонстрација до овог дана, полиција је ухапсила до 1700 људи.
- Ердоган 3. јуна одлази у тродневну посету северноафричким земљама.
- 5. јуна групе хакера извршиле су нападе на wеб-странице турске владе. Против демонстраната су се активирале и групе турских грађана које подупиру Ердогана и владајућу партију.
- 11. јуна око 7:30 часова полицијске снаге заузимају трг Таксим и применом силе избацују демонстранте с трга. Затим исти дан у 14 часова терају демонстранте и из парка Гези.[6]
- 12. јуна демонстрације узимају трећу жртву. 22-годишњи младић умире након што га је у главу погодила гасна бомба коју је испуцао полицајац.
- 17. јуна полиција сузбија покушај демонстраната да поново заузму парк Гези и трг Таксим.[7]
- 22. и 23. јуна демонстранти су се окупили на тргу Таксим како би одали пошту погинулима током протеста. Полиција их напада воденим топовима и сузавцем.[8]